# Cầu thận
Cầu thận là bộ phận lọc máu của nephron trong thận. Nó bao gồm một búi mạch - một đám mao mạch được tạo bởicác tế bào nội mô và bao Bowman.

## Cấu trúc
Cầu thận gồm hai cấu trúc là búi mạch và bao Bowman. Búi mạch là một búi mao mạch chứa hai loại tế bào.  Tế bào nội mô có nhiều lỗ thủng lớn, không có màng ngăn. Tế bào gian mao mạch là các tế bào cơ trơn có thể thay đổi hình dạng nằm giữa các mao mạch. Chúng điều hòa dòng máu bằng cách co và bài tiết chất nền ngoại bào, prostaglandin, và cytokines.  Tế bào gian mao mạch còn là các thực bào giúp loại bỏ các protein và phân tử mắc ở màng đáy cầu thận hoặc màng lọc.
Bao Bowman có một lớp ngoài được tạo bởi các tế bào biểu mô vảy đơn giản. Lớp trong được tạo bởi các tế bào biểu mô vảy có thể thay đổi hình dạng là các tế bào có chân (podocyte).  Podocyte có các chân bao quanh mao mạch cầu thận. Các chân của các tế bào podocyte cạnh nhau móc nối với nhau tạo thành các rãnh lọc nhỏ.
Màng lọc cầu thận bao gồm: lớp tế bào biểu mô có lỗ của mao mạch cầu thận, màng đáy hòa lẫn giữa tế bào nội mô và tế bào có chân và các rãnh lọc giữa các tế bào có chân. Màng lọc này cho phép nước, ion và các phân tử nhỏ từ dòng máu đi vào khoang Bowman (khoang giữa hai lớp của bao Bowman). Các protein lớn và/hoặc có điện tích âm không thể đi vào được khoang Bowman nhờ đó ở lại trong máu. Màng đáy gồm ba lớp: lớp trong suốt ở ngoài, lớp đặc ở giữa và lớp trong suốt ở trong. Lớp trong suốt ở ngoài nằm cạnh các chân của tế bào có chân. Lớp đặc nằm giữa chứa các collagen loại IV và laminin. Lớp này đóng vai trò như màng lọc chọn lọc các đại phân tử, ngăn không cho các protein lớn đi vào khoang Bowman. Lớp trong suốt ở ngoài nằm cạnh lớp tế bào nội mô. Lớp này chứa heparan sulfat, một glycosaminoglycan tích điện âm góp phần lọc các phân tử tích điện âm.
Cầu thận có hai cực, một cực mạch và một cực niệu. Cực mạch là vị trí tiểu động mạch đến và tiểu động mạch đi đến và rời khỏi búi mạch trong bao Bowman.
Cực niệu nằm đối diện với cực mạch. Đây là nơi xuất phát của ống lượn gần.
Dịch từ máu trong búi mạch thu được trong bao Bowman được gọi là "nước tiểu đầu" và sau đó sẽ đi dọc theo nephron để hình thành nước tiểu.

## Đặt tên
Cầu thận còn có tên cầu Malpighian, được đặt tên theo Marcello Malpighi (1628–1694), một bác sĩ và nhà sinh học người I-ta-li-a. Hiện nay tên này không còn được sử dụng rộng rãi một phần để tránh nhầm lẫn với tiểu thể Malpighi của lách.